# Chick-fil-A
Chick-fil-A est une chaîne de restauration rapide américaine spécialisée dans les plats (et en particulier de burgers) à base de poulet. La société a son siège à Atlanta, dans l'État de Géorgie, et est la deuxième plus grande marque de fast-food spécialisée dans le poulet aux États-Unis. Chick-fil-A est souvent associée aux États américains du sud mais la chaîne s'est également étendue dans le sud-ouest et dans le Midwest.

## Histoire
Le fondateur de la société, Samuel Truett Cathy, après avoir ouvert en 1946 un premier restaurant nommé le Dwarf Grill (renommé depuis Dwarf House), à Hapeville, en Géorgie, et après avoir découvert en 1961 un procédé de friture à pression (en), a déposé la marque Chick-fil-A, Inc. et ouvert le premier restaurant sous ce nom en 1967. Le 19 décembre 2022, le groupe possède plus de 2 897 points de vente à travers 49 États et territoires des États-Unis.
Chick-Fil-A, qui se lit « Chick Fillet » (filet de poulet), a déposé en 1995 le slogan We didn't invent the chicken, just the chicken sandwich (« Nous n'avons pas inventé le poulet, seulement le sandwich au poulet »), qui est une forme de revendication de la paternité de l'invention du burger au poulet, notamment frit, à la place de l'habituel steak de bœuf.

## Valeurs
En raison des croyances baptistes du fondateur de la chaîne, tous les magasins sont fermés le dimanche . La chaîne impose également à ses employés d'être poli, lui donnant le titre de « chaîne la plus polie de l'industrie de la restauration ».

## WinShape Foundation
La WinShape Foundation a été fondée en 1984 par Cathy et soutient des œuvres de charité, comme des camps de vacances pour les enfants . Elle accorde également des bourses d’étude aux employés.

## Controverses
Depuis 2003, la chaîne a fait don de plus de 5 millions de dollars à la WinShape Foundation, fondée par Samuel Truett Cathy, qui elle-même a soutenu notamment des organisations qui s'opposent au mariage homosexuel .
En 2012, le PDG, Dan Cathy, s'est lui-même exprimé publiquement contre le mariage homosexuel et en appelle au « jugement de Dieu ». « Nous soutenons la famille au sens biblique de sa définition […], nous vivons encore dans un pays où il est possible de partager nos valeurs et d'opérer selon des principes bibliques. » À la suite du boycott consécutif à ces déclarations, un mouvement en soutien de la chaîne a été organisé par des conservateurs américains, soutenu notamment par l’ancien gouverneur de l'Arkansas, Mike Huckabee.